# Israel's Son
Israel's Son är en låt av Silverchair. Låten återfinns på albumet Frogstomp från 1995, och finns även på singel. Låten nådde nummer 11 på den australienska topplistan, nummer 12 i Nya Zeeland och nummer 39 i USA.